# Raquel Sáenz
Raquel Sáenz (28 de diciembre de 1887, Montevideo - 1955) fue una poeta uruguaya que utilizó el seudónimo Aspasia.

## Biografía
Nació en Montevideo y sus padres fueron Teresa Lede de Sáenz y Félix Sáenz, poetas y dramaturgos criollistas.
Sus textos aparecieron en la publicación mensual Vida Femenina, la cual fue fundada por su madre. Luego de unos años pasó a dirigir esa revista hasta 1933, año en que dejó de aparecer.
A los dieciocho años de edad, la crítica internacional la llamaba "el Bécquer femenino" debido a la calidad de sus composiciones poéticas. También se refirieron a ella como "la embajadora celeste" y "la estrella naciente".
En 1925 publicó el libro La almohada de los sueños, el cual fue seguido por Bajo el hechizo en 1931. Este último libro fue premiado por el Ministerio de Instrucción Pública de Uruguay como la mejor producción literaria y artística.
También aportó sus textos a varias revistas literarias y publicaciones de Europa y América, como La Nación, Plus Ultra y Caras y Caretas de Argentina, o Todo publicada en Montevideo.
Durante sus primeros años de vida gozó de una celebridad y reconocimiento que poco a poco fue cayendo en el olvido, no se la ha incluido en las antologías posteriores que se hicieron sobre las poetas uruguayas.

## Obras
- La almohada de los sueños (1925)
- Bajo el hechizo (1931)
- Voz y silencio; el libro de mi madre María Teresa L. de Sáenz (1936)
- Estos versos míos (1952)